# Sumisión (deportes de combate)

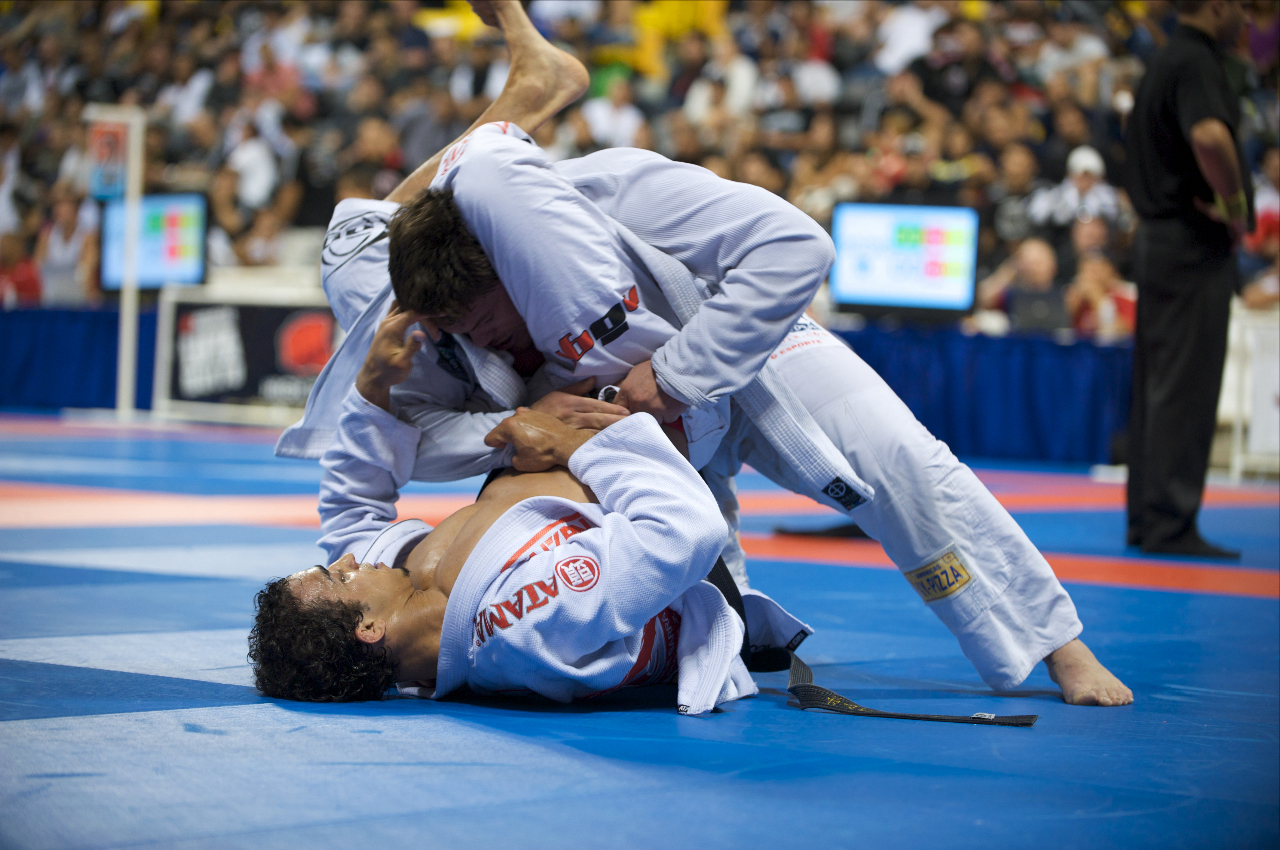
Las presentaciones a menudo se indican en grappling tocando al oponente con la mano, o de forma verbal expresando «me rindo».

En los deportes de combate, una sumisión se refiere a ceder ante el oponente, lo que resulta en una derrota inmediata. A menudo se realiza golpeando visiblemente el suelo o al oponente con la mano o el pie, o verbalmente al oponente o al árbitro de la competencia. En deportes de combate donde el luchador posee un esquinero, este también puede detener la pelea «tirándose la toalla» (ya sea literalmente o verbalmente al árbitro), lo que puede considerarse una sumisión. A la acción voluntaria para indicar sumisión se le conoce como tap o tapping out.
Para forzar una sumisión, un luchador debe realizar una llave de sumisión, que se divide en dos categorías. La primera es una la llave artícular, que puede incluir llaves de brazo, americanas, llaves de rodilla, etc. Estas sumisiones dañan las articulaciones al hiperextenderlas y amenazan con romperlas. En segundo lugar, están las llaves de estrangulamiento, como la estrangulación trasera desnuda (popularmente conocida como «mataleón»), la estrangulación de guillotina y la estrangulación triangular (o Sankaku-jime). Estas impiden el flujo de aire a los pulmones o de sangre al cerebro, con el riesgo de que el luchador quede inconsciente.

## Sumisión técnica
Una sumisión técnica puede ocurrir cuando el árbitro detiene el combate por cualquier motivo, incluyendo porque un peleador ha sufrido una lesión grave, como una fractura de extremidad, o ha quedado inconsciente. Un ejemplo sería si el brazo de un peleador se rompe en una llave de brazo o si un peleador queda inconsciente en una estrangulación trasera. En ambos casos, el peleador no puede rendirse y continuar el combate de forma segura. Este resultado del combate puede denominarse sumisión técnica o nocaut técnico (o TKO, por technical knockout), según las reglas del combate. En las artes marciales mixtas, una sumisión a golpes también cuenta como nocaut técnico.

## Referencia
1. ↑  «Submission grappling». UCT International. Consultado el 14 de julio de 2025.
2. ↑  «Sumisiones MMA: el arte de la rendición». Morales Box. Consultado el 14 de julio de 2025.

- Datos: Q196092